# Luisa Sofia di Danneskiold-Samsøe
Luisa Sofia di Danneskiold-Samsøe (Faxe, 22 settembre 1796 – Przemków, 11 marzo 1867) è stata una nobildonna danese.

## Biografia
Luisa Sofia era la figlia del conte Christian Conrad di Danneskiold-Samsøe, e di sua moglie, Johanne Henriette Valentine, figlia dell'ammiraglio danese Frederik Christian Kaas e un discendente dell'eroe di guerra Jørgen Kaas.
La casa di Danneskiold-Samsøe è un ramo non dinastico della casa di Oldenburg, discendente da Christian Gyldenlove, conte di Samsø, figlio illegittimo di Cristiano V di Danimarca e della sua amante Sofia Amalia Moth.

## Matrimonio
Sposò, il 18 settembre 1820 nella chiesa di Braaby, Gisselfeld, Cristiano di Schleswig-Holstein-Sonderburg-Augustenburg (1798–1869). Ebbero sette figli:
- il principe Alessandro Federico Guglielmo Cristiano Carlo Augusto (20 luglio 1821 - 3 maggio 1823);
- la principessa Luisa Augusta (28 agosto 1823 - 30 maggio 1872);
- la principessa Carolina Amalia (15 gennaio 1826 - 3 maggio 1901);
- la principessa Guglielmina (24 marzo 1828 - 4 luglio 1829);
- il principe Federico VIII di Schleswig-Holstein-Sonderburg-Augustenburg (6 luglio 1829 - 14 gennaio 1880), in seguito duca di Schleswig-Holstein-Sonderburg-Augustenburg. Nel 1863 pretese di succedere al re Federico VII di Danimarca come duca di Schleswig-Holstein. Sposò la principessa Adelaide di Hohenlohe-Langenburg, dalla quale ebbe un figlio maschio sopravvissuto e diverse figlie, tra cui Augusta Vittoria che fu imperatrice germanica[3].
- il principe Federico Cristiano Carlo Augusto (22 gennaio 1831 – 28 ottobre 1917), sposò nel 1866 la cugina di terzo grado, la Elena di Sassonia-Coburgo-Gotha, principessa del Regno Unito, e si stabilì in Inghilterra. Erano entrambi, bis-bisnipoti di Federico di Hannover, principe di Galles e padre del re Giorgio III del Regno Unito e della regina di Danimarca Carolina Matilde di Hannover). Furono i genitori del duca Alberto di Schleswig-Holstein.
- la principessa Carolina Cristiana Augusta Emilia Enrichetta Elisabetta (2 agosto 1833 - 18 ottobre 1917), sposò morganaticamente nel 1872 Johann Friedrich von Esmarch (9 gennaio 1823 - 23 febbraio 1908).

## Morte
Morì l'11 marzo 1867 a Przemków. Fu sepolta nella chiesa luterana locale.